# Alexandroni-Brigade

Emblem der Alexandroni-Brigade

Die Alexandroni-Brigade (3. Brigade) ist eine Brigade der Israelischen Streitkräfte, die in mehreren israelischen Kriegen gekämpft hat.
Gemeinsam mit der 7. Panzer-Brigade kämpfte die Alexandroni-Brigade in der ersten Schlacht von Latrun (1948), der Operation Ben Nun Alef. Kommandierender Offizier war Dan Even.

## Einheiten
- 31. Battalion
- 32. Battalion
- 33. Battalion
- 34. Battalion
- 37. Battalion

## Rolle beim Massaker von Tantura
Während des palästinensisch-israelischen Krieges 1948 wurden bei einem Massaker der Alexandroni-Brigade, die damals eine von sechs Feldtruppen der Hagana war, etwa 40–200 palästinensisch-arabische Dorfbewohner aus Tantura getötet. Das Massaker, das in der Nacht vom 22. auf den 23. Mai 1948 stattfand, ereignete sich nach der Kapitulation von Tantura, einem Dorf mit etwa 1.500 Einwohnern im Jahr 1945 in der Nähe von Haifa. Die Leichen der Opfer wurden in Massengräbern begraben.
Nachdem der israelische Forscher Teddy Katz in den 1990er Jahren eine Masterarbeit verfasste, in der er behauptete, israelische Einheiten hätten in Tantura ein Massaker an Palästinensern begangen, verklagten ihn die Veteranen der Alexandroni-Brigade wegen Verleumdung. Im Jahr 2023 wurde jedoch ein israelischer Dokumentarfilm über das Massaker von Tantura veröffentlicht, in dem es gelang, Veteranen zu interviewen, die sich bereit erklärten, über das Massaker zu sprechen.

## Galerie

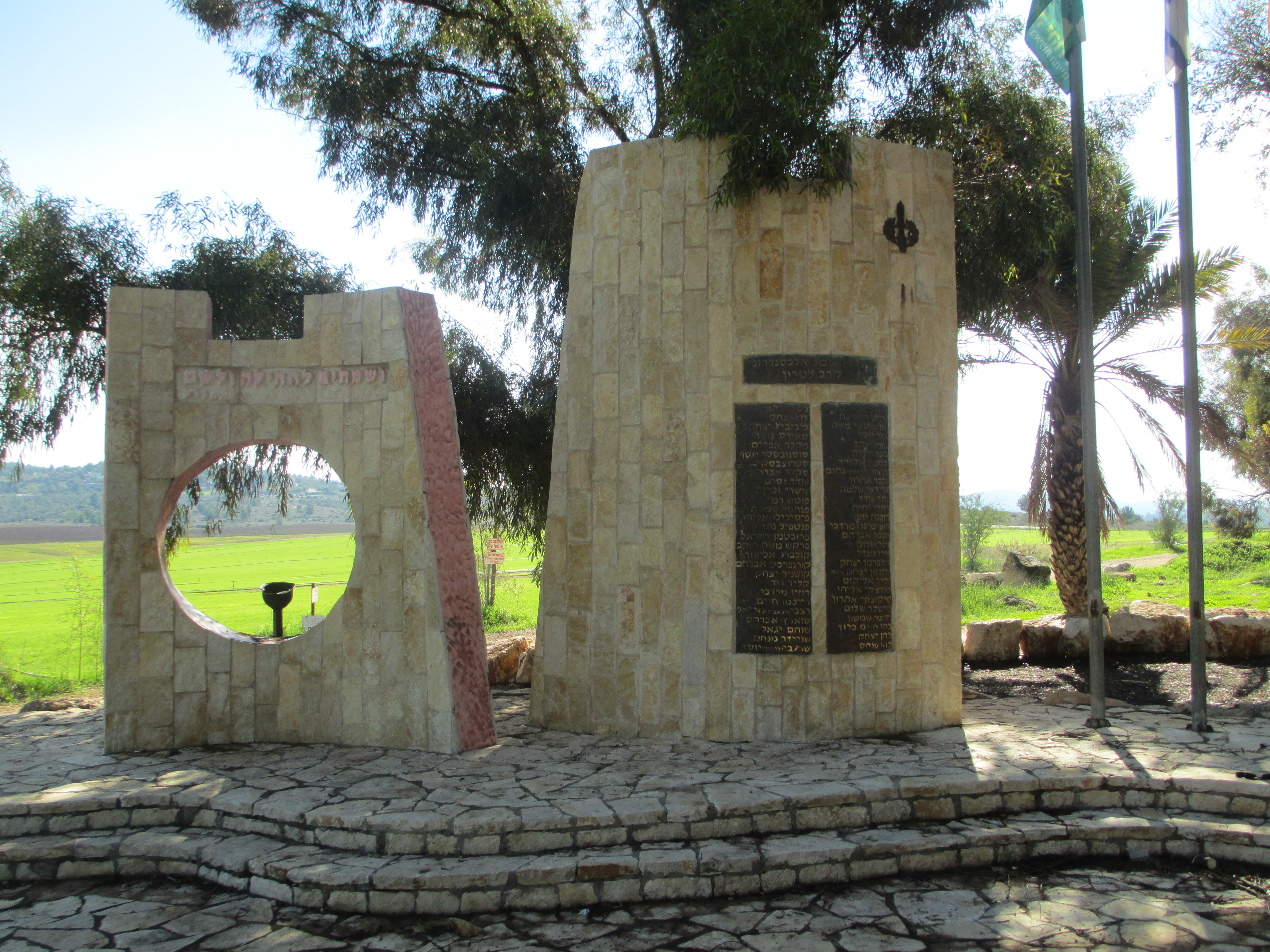
Gedenkstätte der Alexandroni-Brigade bei der Latrun-Polizeiwache
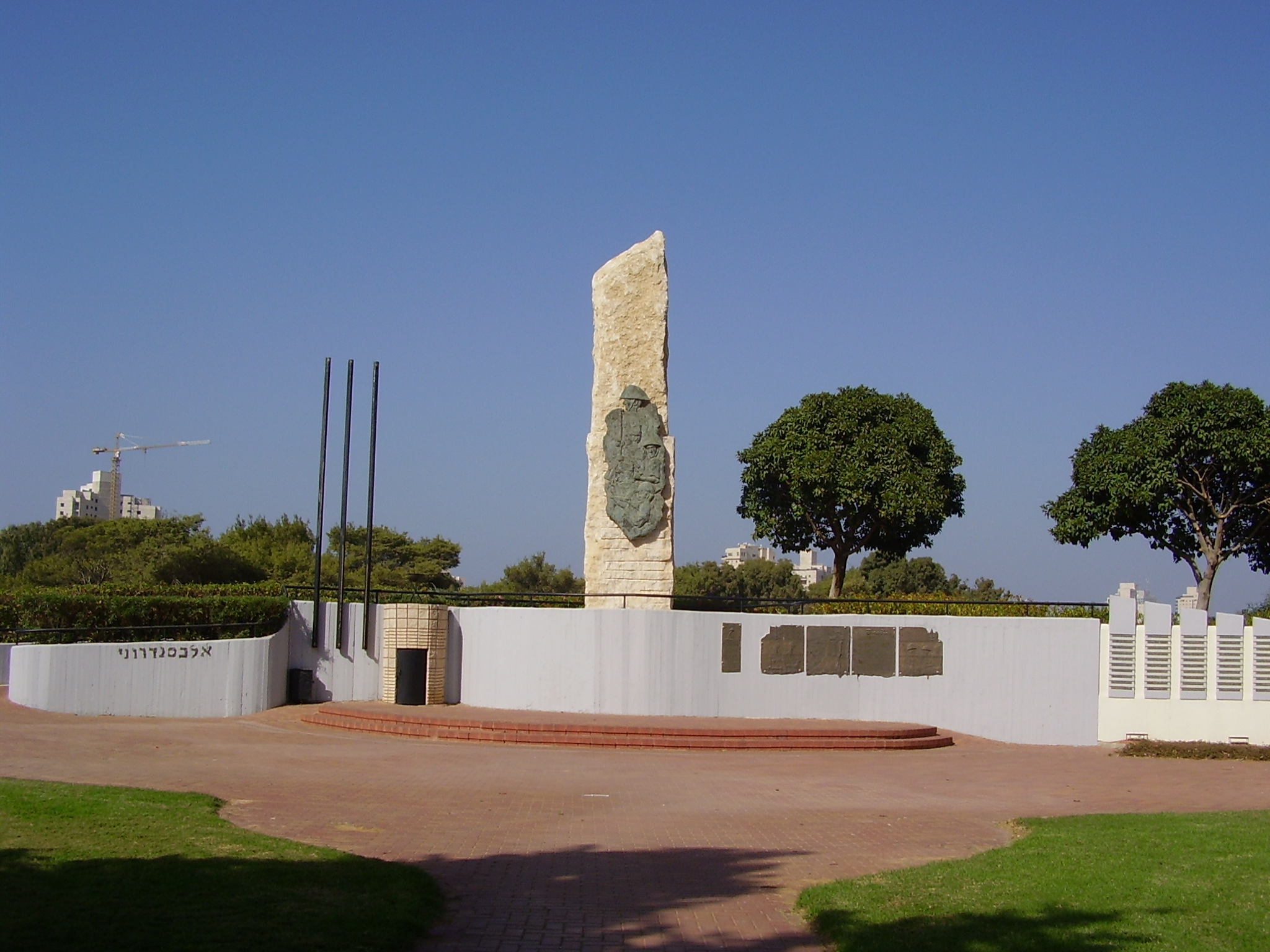
Gedenkstätte der Alexandroni-Brigade in Netanya
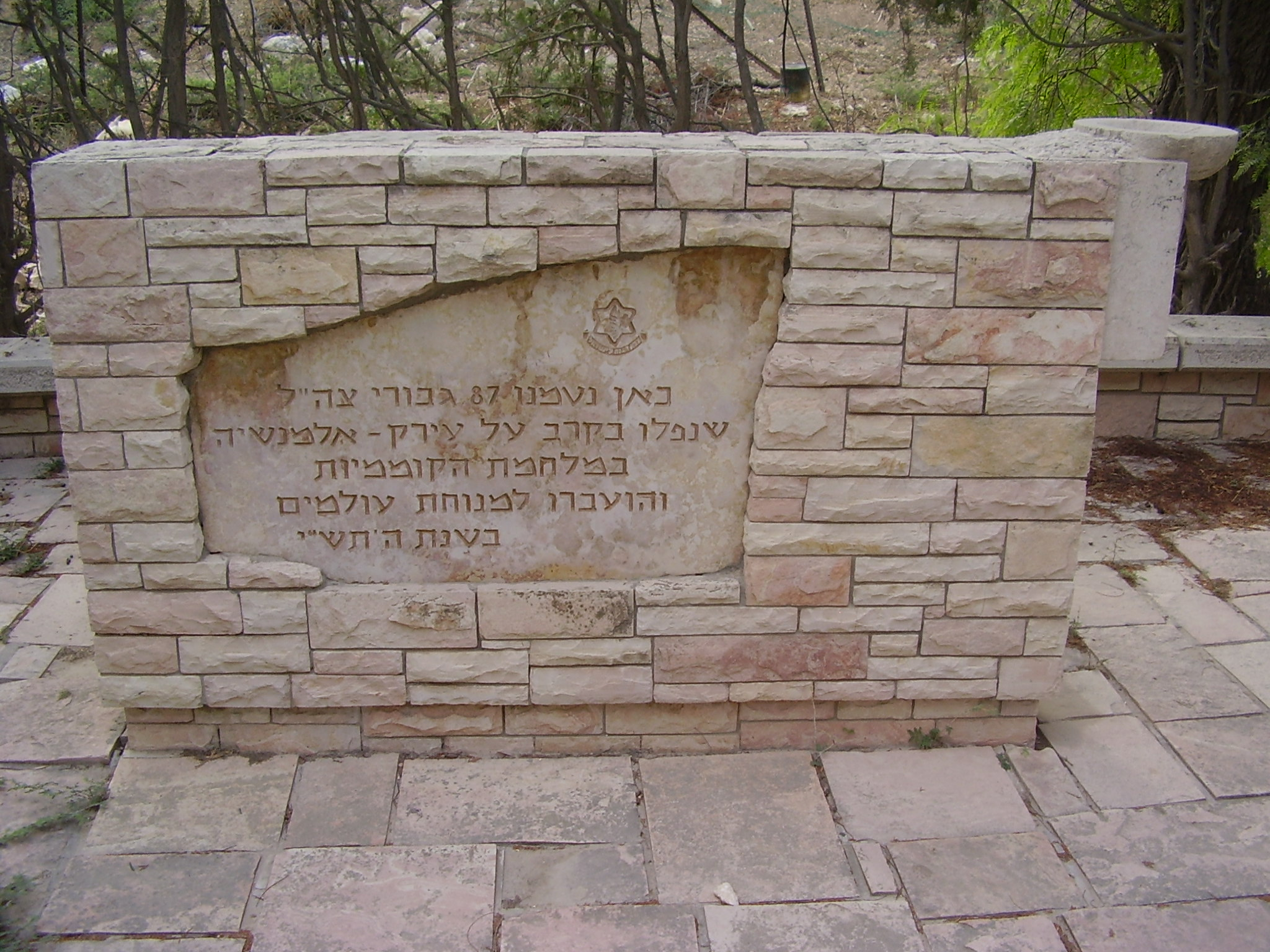
Sammelgrab der 87 gefallenen Alexandroni-Soldaten in Kiryat Gat
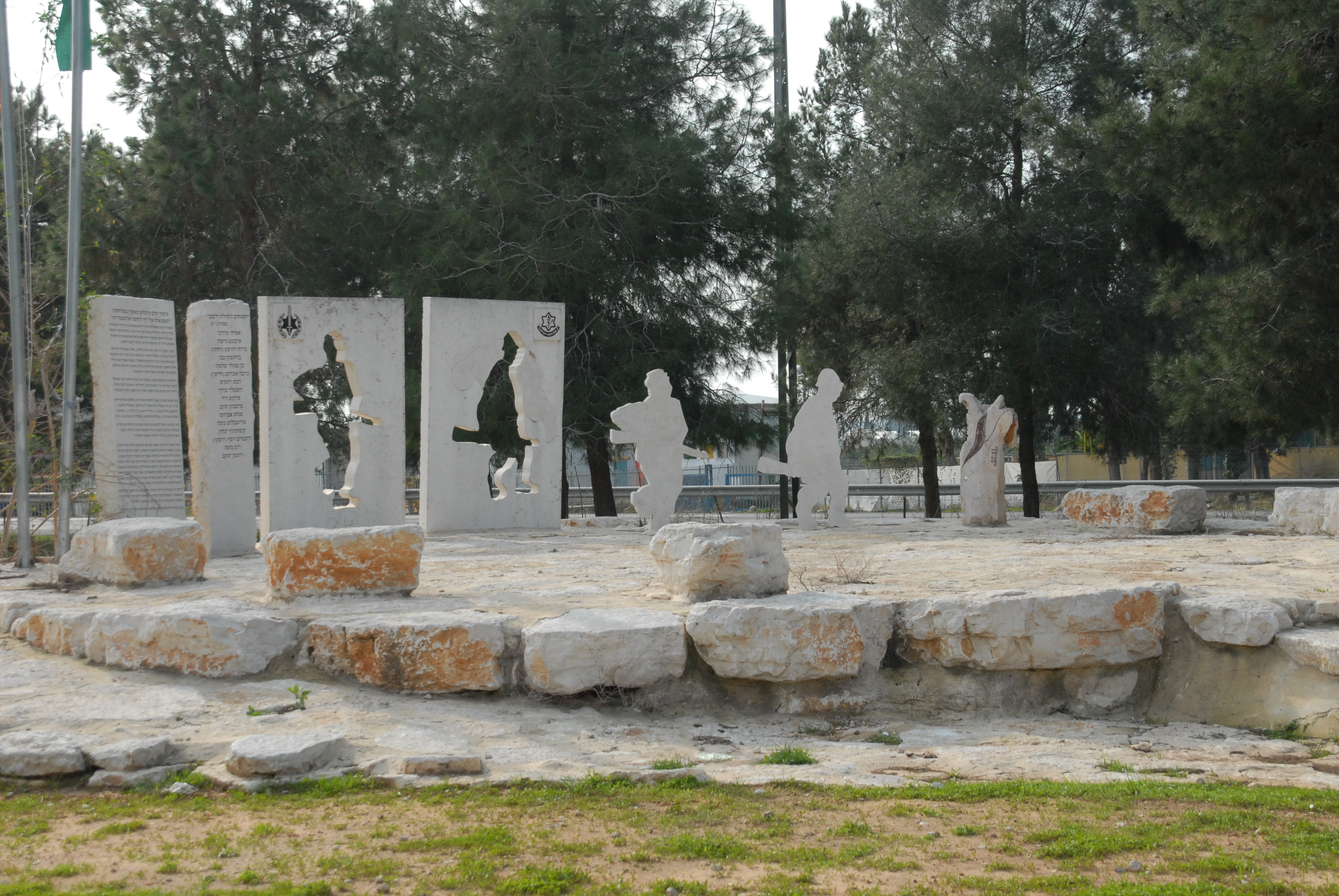
Gedenkstätte in Qaqun mit Bibelzitat (Zefanja 3,19 EU)